# Stelmet Zielona Góra
Stelmet Zielona Góra, bekannt auch als „Zastal Zielona Góra“, ist ein polnischer Basketballverein aus Zielona Góra, einer der beiden Hauptstädte der Woiwodschaft Lebus. In der Saison 2016/17 spielt der Club in der höchsten polnischen Liga und im ULEB Eurocup.

## Namensänderungen
- Wagmo Zielona Góra (1948–1949)
- Stal Zielona Góra (1950–1954)
- Zastal Zielona Góra (1955–1956), (1969–1998), (2007–2009), (2011–2012)
- Lechia Zielona Góra (1957–1968)
- Zastal Dallas Zielona Góra (1998–1999)
- Zastal Karl Eppe Zielona Góra (1999–2000)
- Intermarche Zastal Zielona Góra (2001–2004), (2009–2011)
- Grono Zielona Góra (2004–2007)
- Stelmet Zielona Góra (2012–2015)
- Stelmet BC Zielona Góra (2015–2018)
- Stelmet Enea BC Zielona Góra (2018–2020)
- Zastal Enea BC Zielona Góra (seit 2020)

## Geschichte
Der Verein wurde 1946 gegründet. Zunächst bestritt der Club nur regionale Wettbewerbe. Nachdem die Mannschaft zu einer regionalen Größe aufgestiegen war, startete der Club unter dem Namen Zastal 1967 in den nationalen Wettbewerben. Der Aufstieg in die höchste polnische Spielklasse gelang 1984. Zielona Góra spielte in der obersten Liga bis 1996 und dann noch einmal zwischen 1998 und 2001. Es folgten zwei Abstiege in Folge und anschließend einige Jahre in der zweiten polnischen Spielklasse, der 1. Liga. Am Ende der Saison 2010 stand wiederum der Aufstieg in die höchste Liga fest. In der Saison 2010/11 verfehlte Zastal die Play-offs nur knapp. In der Saison 2011/12 gelang der aufstrebenden Mannschaft der Einzug in das Halbfinale der Play-offs und damit die Qualifikation für den Eurocup. Nur ein Jahr später wurde Zielona Góra zum ersten Mal polnischer Meister. In der darauffolgenden Saison 2013/14 unterlag Stelmet Zielona Góra im Playoff-Finale Turów Zgorzelec und wurde Vizemeister. 2015 konnte man die zweite polnische Meisterschaft feiern, 2016 folgte die dritte Meisterschaft der Klubgeschichte.

## Aktueller Kader
| Spieler | Spieler            | Spieler             | Spieler    | Spieler | Spieler | Spieler                   |
| Nr.     | Nat.               | Name                | Geburt     | Größe   | Info    | Letzter Verein            |
| ------- | ------------------ | ------------------- | ---------- | ------- | ------- | ------------------------- |
|         |                    | Guards (PG, SG)     |            |         |         |                           |
| 12      | Vereinigte Staaten | Dee Bost            | 12.10.1989 | 188     |         | Trabzonspor               |
| 2       | Vereinigte Staaten | J. R. Reynolds      | 09.05.1984 | 188     |         | KK Budućnost Podgorica    |
| 7       | Polen              | Kamil Zywert        | 24.02.1996 | 188     |         |                           |
| 11      | Polen              | Marcel Ponitka      | 28.08.1997 | 190     |         |                           |
| 35      | Polen              | Przemysław Zamojski | 16.12.1986 | 193     | A-Nat   | Trefl Sopot               |
| 55      | Polen              | Łukasz Koszarek     | 12.01.1984 | 187     | A-Nat   | Asseco Prokom             |
|         |                    | Forwards (SF, PF)   |            |         |         |                           |
| 20      | Polen              | Mateusz Ponitka     | 29.08.1993 | 198     | A-Nat   | Telenet Oostende          |
| 33      | Polen              | Karol Gruszecki     | 04.11.1989 | 196     | A-Nat   | Czarni Słupsk             |
| 14      | Rumänien           | Vlad Moldoveanu     | 11.02.1988 | 206     | A-Nat   | Turów Zgorzelec           |
| 42      | Montenegro         | Nemanja Djurisić    | 23.02.1992 | 203     |         |                           |
| 10      | Polen              | Szymon Szewczyk     | 21.12.1982 | 208     |         | AZS Koszalin              |
| 41      | Serbien            | Dejan Borovnjak     | 01.04.1986 | 208     | A-Nat   | BK Zenit Sankt Petersburg |
|         |                    | Center (C)          |            |         |         |                           |
| 14      | Polen              | Adam Hrycaniuk      | 15.03.1984 | 206     | A-Nat   | Valencia Basket Club      |

| Trainer   | Trainer         | Trainer  |
| Nat.      | Name            | Position |
| --------- | --------------- | -------- |
| Slowenien | Sašo Filipovski | Chef     |
| Polen     | Andrzej Adamek  | Co       |

| Legende           | Legende         |
| Abk.              | Bedeutung       |
| ----------------- | --------------- |
| A-Nat             | Nationalspieler |
| Quellen           |                 |
| Teamhomepage      |                 |
| Ligahomepage      |                 |
| Stand: 29.04.2016 |                 |

| Legende           | Legende         |
| Abk.              | Bedeutung       |
| ----------------- | --------------- |
| A-Nat             | Nationalspieler |
| Quellen           |                 |
| Teamhomepage      |                 |
| Ligahomepage      |                 |
| Stand: 29.04.2016 |                 |

## Bekannte ehemalige Spieler
- Walter Hodge /
- Aaron Cel /
- Gani Lawal /
- Quinton Hosley /

## Erfolge
- Polnischer Meister 2013, 2015, 2016, 2017, 2020
- Polnischer Pokalsieger 2017
- Polnischer Supercup 2015
- Polnischer Vizemeister 2014